# 会昌州
会昌州，元朝时设置的州。
大德元年（1297年），赣州路的宁都县、会昌县同时升为州。会昌州治所在今江西省会昌县。同时瑞金县划归会昌州。辖境相当今江西省会昌县、瑞金市。明朝洪武二年（1369年），复降为县。与瑞金县同属赣州府。